# Neófito de Chipre
Neófito de Chipre, el Recluso (griego: Άγιος Νεόφυτος ο Έγκλειστος; 1134-1214), fue un monje ortodoxo chipriota, sacerdote, y en algún momento ermitaño, cuyas escrituras preservaron una historia de las primeras cruzadas. Se le considera una de las figuras más importantes de la Iglesia de Chipre.

## Vida
Neófito nació en el pueblo de montaña de Kato Drys cercano Pano Lefkara, Chipre, de padres agricultores Athanasios y Eudoxia, uno de ocho niños. Sus intereses religiosos pasaron a primer plano cuándo el matrimonio concertado planeado por sus padres terminó con su huida al Monasterio de San Juan Crisóstomo en Koutsovendis.
Después de mucho preámbulo, los contratos de matrimonio se rompieron y Neófito regresó al monasterio como novicio, convirtiéndose en monje tonsurado en 1152.  Durante este tiempo aprendió a leer y escribir y finalmente fue nombrado como ayudante de sacristán. A pesar de que Neófito se sintió llamado para ser un ermitaño, su abad se negó a dejarle ir, citando su juventud.
En 1158, aun así, a Neófito se le permitió realizar una peregrinación a Tierra Santa. Mientras estaba allí buscó ermitaños que pudieran patrocinarlo, pero le fue en vano. Regresó a Chipre, pero todavía quiso perseguir la vida eremitica.  Intentó huir al Monte Latmos, en Asia Menor, pero fue arrestado en Paphos al intentar embarcar. Al poco tiempo fue liberado de prisión, pero los guardias le habían robado sus fondos para el viaje, así que, en junio de 1159, fue a la zona montañosa sobre Paphos, donde encontró una cueva que había sido utilizada por un ermitaño. Amplió el espacio, creando finalmente tres cuevas conocidas hoy como la Celda, el Bema y la Naos.
La vida de Neófito como ermitaño atrajo a los religiosos de la zona que le llevaban comida y regalos. Su aire de santidad hizo que muchos lo visitaran, y en 1170 Vasilios (Basilio) Kinnamos, el obispo de Paphos, lo ordenó sacerdote y le pidió que tomara un discípulo, lo que inició el monasterio que ahora lleva su nombre.

## Legado
El Monasterio de San Neófito fue nombrado en su honor.